# Eutrotonotus psilodoxa
Eutrotonotus psilodoxa är en fjärilsart som beskrevs av Pierre E.L. Viette 1955. Eutrotonotus psilodoxa ingår i släktet Eutrotonotus och familjen tandspinnare. Inga underarter finns listade i Catalogue of Life.